# デビスカップオーストリア代表
デビスカップオーストリア代表 (Austria Davis Cup team) は、オーストリアテニス協会 (テニス・オーストリア) によって組織された男子テニス国別対抗戦デビスカップのチームである。

## 沿革
1905年大会で初出場、オープン化以降1990年にトーマス・ムスターを中心にベスト4に進出したものの、そこからはワールドグループ・プレーオフとヨーロッパ/アフリカゾーン1部との昇格・降格の繰り返しで現在に至る。
2012年に、1995年以来となるワールドグループベスト8に進出したものの、スペインに敗れている。